# NGC 156
NGC 156 es una estrella doble ubicada en la constelación de Cetus. Fue descubierta en 1882 por Ernst Wilhelm Leberecht Tempel.

### NGC 156
- «NED results for object NGC 0156». NASA/IPAC Extragalactic Database. NASA.
- «Revised NGC Data for NGC 156». Archivado desde el original el 22 de febrero de 2014. Consultado el 8 de junio de 2019.

### NGC katalog
- Interaktivni NGC Online Katalog
- Astronomska baza podataka SIMBAD
- NGC katalog na Messier45.com Archivado el 23 de septiembre de 2018 en Wayback Machine.
- NGC/IC projekt
- NGC2000 na NASA sajtu
- NGC na The Night Sky Atlas sajtu

- Datos: Q1048968
- Multimedia: NGC 156 / Q1048968